# Controlador (informática)
Um controlador industrial é um dispositivo eletrônico que recebe os sinais de sensores e executa um algoritmo de controle, enviando sinais de comando aos atuadores do sistema.
Amplamente utilizados na automação industrial, os controladores são elementos chave para o funcionamento das máquinas, presentes nas instalações industriais modernas.
1. ↑  LAMB, F. Automação industrial na prática. 1° ed. AMGH, 2015.